# 16 Carriages
"16 Carriages" é uma canção da cantora e compositora americana Beyoncé. Foi lançada em 11 de fevereiro de 2024, através da Parkwood Entertainment e da Columbia Records como um dos dois singles principais, ao lado de "Texas Hold 'Em", de seu futuro oitavo álbum de estúdio Cowboy Carter, com lançamento previsto para 29 de março.

## Antecedentes e lançamento
A Verizon, uma empresa de telecomunicações multinacional americana, lançou um breve teaser do Super Bowl com o ator e comediante americano Tony Hale fazendo referência ao álbum sexto álbum de estúdio de Beyoncé, Lemonade (2016). Outra prévia comercial foi lançado apresentando uma estátua de cavalo prateada da capa do sétimo álbum de estúdio da artista, Renaissance (2022).
Durante o Super Bowl LVIII, foi lançado um comercial de um minuto com Tony Hale desafiando Beyoncé a quebrar o "serviço de internet 5G da Verizon". Durante o comercial, Beyoncé tenta quebrar a internet abrindo um stand de limonada, lançando um álbum de saxofone de jazz, lançando uma coleção de bonecas Barbie, anunciando sua campanha presidencial e voando para o espaço para uma apresentação. Pouco depois do comercial ir ao ar, Beyoncé postou um vídeo no Instagram com uma mulher não identificada ligando um carro e dirigindo por uma estrada vazia. No mesmo dia, o site oficial da artista foi atualizado para anunciar seu oitavo álbum de estúdio, Cowboy Carter. As suas primeira canções de trabalho do álbum, "16 Carriages" e "Texas Hold 'Em", foram lançados surpresa para download digital e streaming.

## Composição
A música foi co-produzida por Beyoncé Knowles, junto com Atia Boggs e Dave Hamelin; foi co-escrita por Knowles, Boggs, Hamelin e Raphael Saadiq. Robert Randolph foi creditado como tocador de steel.
A música é inspirada pela música country, com instrumentos de percussão e slide guittar; a letra reflete sobre temas de "crescimento", ligados à relação entre pais e seus filhos.

## Recepção crítica
Ben Sisario do The New York Times descreve a música como "uma balada épica" com as guitarras crescendo entre a "percussão alta de órgão" enquanto a artista canta sobre perder a inocência "em uma idade jovem". Maria Sherman do The San Diego Union-Tribune descreveu a música como "uma queima lenta soulful" na qual Beyoncé canta "uma ode ao trabalho árduo e legado".
Chris Willman da Variety afirmou que a música é associável liricamente com a música "Daddy Lessons" de Beyoncé de seu sexto álbum de estúdio Lemonade por sua "narrativa de crescimento aberta" e por explorar "questões de paternidade", mesmo que a música seja "principalmente sobre ter se tornado um cavalo de trabalho que foi montado demais antes que ela tivesse a chance de ser uma adolescente". Willman escreveu que musicalmente a música tem "dois aços gêmeos se juntando, eles são discretos e doces, não lançados como fácil sinalizadores de música country".